# Tekenu
El tekenu es una figura no muy clara del Antiguo Egipto que desempeña un papel enigmático en los ritos funerarios privados de la época.
Tenemos constancia de diversas escenas en algunos muros de tumbas datadas en la época del Imperio Nuevo, como la de Reneni en El Kab, fechada en el reinado de Amenhotep I, que representan al tekenu como una entidad envuelta en una especie de saco, con el aspecto de un individuo sentado en un pequeño carro que es arrastrado por bueyes.
Diversas son las hipótesis que envuelven a esta enigmática figura, dificultadas por la escasez de fuentes que han llegado a nuestros tiempos. El tekenu era transportado a la vez que el sarcófago y los vasos canopes, por lo que se ha sugerido que en el interior de ese saco o piel se encontraban las partes del cuerpo que no podían ser momificadas, pero que seguían resultando esenciales para la posterior resurrección del difunto.
Los tekenu han sido interpretados también como un simbolismo de los sacrificios humanos de carácter funerario practicados en el Egipto más antiguo.